# Stronger (singel Britney Spears)
Stronger – trzeci singel z drugiego albumu Oops!... I Did It Again amerykańskiej piosenkarki muzyki pop Britney Spears
Piosenka została napisana przez producentów Maxa Martina i Ramiego.

## Teledysk
Reżyserem teledysku jest Joseph Kahn. Zdjęcia były robione w Los Angeles. Britney w teledysku ukazana jest na imprezie, jadąca samochodem oraz "tańcząca z krzesłem".

## Notowania
| Lista przebojów (2001)                | Pozycja |
| ------------------------------------- | ------- |
| Japonia 'Tokio Hot 100'               | 1       |
| USA Billboard Hot 100 Singles Sales   | 1       |
| Włochy Singles Chart                  | 1       |
| Izrael Singles Chart                  | 1       |
| USA Billboard Hot Dance Singles Sales | 1       |
| Argentyna Singles Chart               | 1       |
| United World Chart                    | 1       |
| Austria Singles Chart                 | 1       |
| Niemcy Singles Chart                  | 1       |
| Szwecja Singles Chart                 | 1       |
| Australia ARIA Singles Chart          | 1       |
| BrazyliaSingles Chart                 | 1/1     |
| Szwajcaria Singles Chart              | 2       |
| Irlandia Singles Chart                | 1       |
| Wielka Brytania Singles Chart         | 1       |
| Filipiny Top Hits                     | 1       |
| Finlandia Singles Chart               | 2       |
| RPA Singles Chart                     | 45      |
| USA Billboard Hot 100                 | 11      |
| NorwegiaSingles Chart                 | 2       |
| Belgia Singles Chart                  | 5       |
| Nowa Zelandia RIANZ Singles Chart     | 2       |
| Francja Singles Chart                 | 1       |
| USA Billboard Hot 100 Airplay         | 1       |